# Cyrestis solomonis
Cyrestis solomonis är en fjärilsart som beskrevs av Mathew. Cyrestis solomonis ingår i släktet Cyrestis och familjen praktfjärilar. Inga underarter finns listade i Catalogue of Life.